# 雲嘉南浜海国家風景区

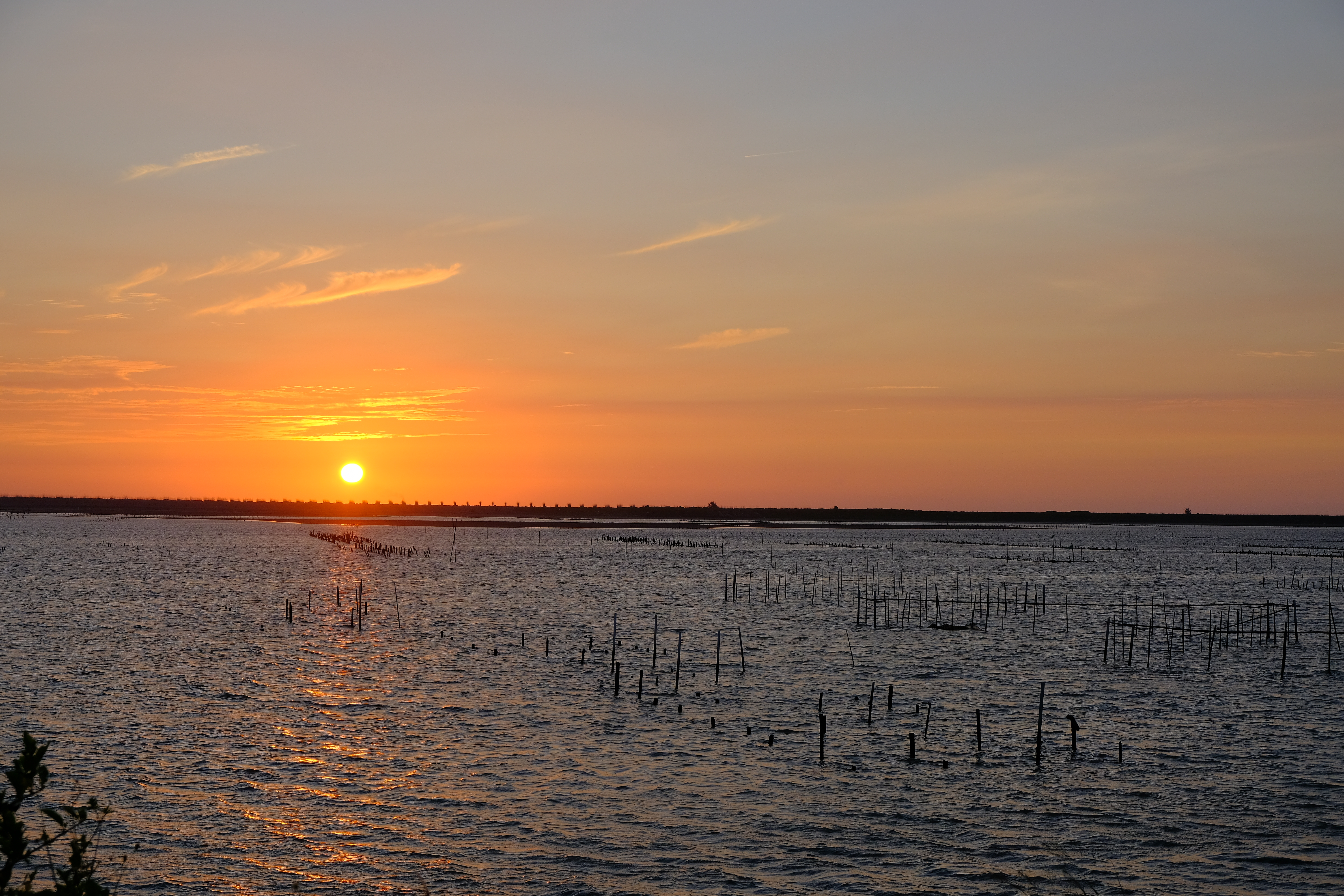
七股潟湖の落日

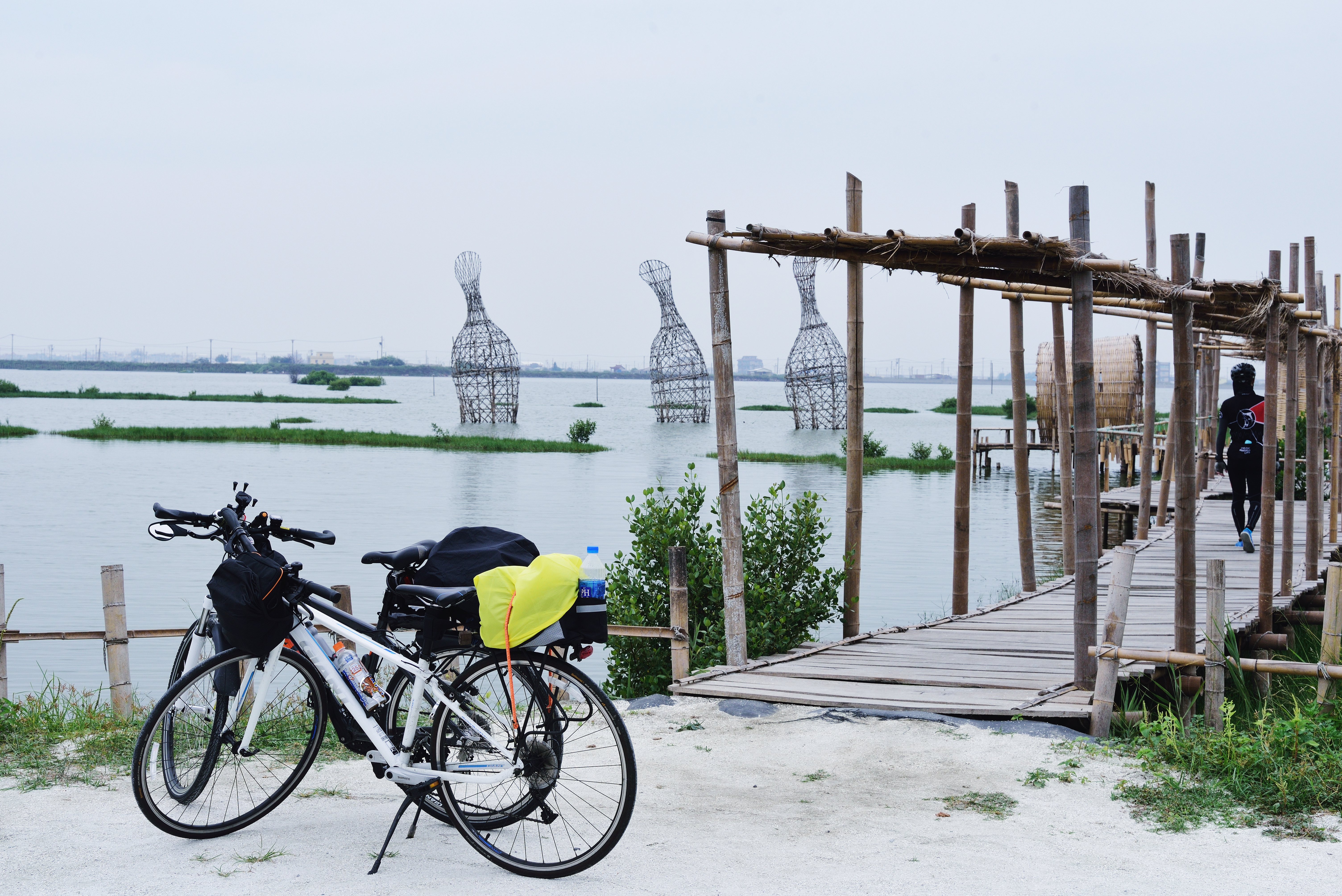
雲林成龍湿地

雲嘉南浜海国家風景区（うんかなんひんかいこっかふうけいく、中国語: 雲嘉南濱海國家風景區、英語: Southwest Coast National Scenic Area）は、中華民国（台湾）の国家風景区の一つであり、2003年に制定された。台湾西部の嘉南平原に位置し、北は雲林牛桃湾渓から、南は塩水渓まで、東は台17線（台61線を除く）から、西は海抜20メートル線まで、行政区域は雲林県、嘉義県、台南市にまたがる。 主な生態系は湿地生態系で、池塘、水田、塩田、河口に湿地、海岸には砂州、潟湖、干潟などがあり、これ以外に外傘頂洲、好美寮湿地、鰲鼓湿地、北門潟などがある。
七股潟湖の周辺風景はこの風景区のハイライトであり、周辺には七股塩田、七股塩山、養魚池、マングローブ林があり、冬にはクロツラヘラサギが越冬する。また、台江国家公園設立後に、旧台南県の一部が台江国家公園に移管された。

## 観光地
観光地は上の中国語版に雲林県、嘉義県、台南市別に列挙されている。

## 参照項目
- 国家風景区
- 台湾の国立公園